# Avelino Martins
Avelino da Silva Martins (11 maggio 1905 – 30 dicembre 1982) è stato un calciatore portoghese, di ruolo difensore.

## Carriera

### Nazionale
Ha collezionato 8 presenze con la propria Nazionale.

## Palmarès

### Club

#### Competizioni nazionali
- Campionato portoghese: 1

Porto: 1934-1935